# Domek Brda

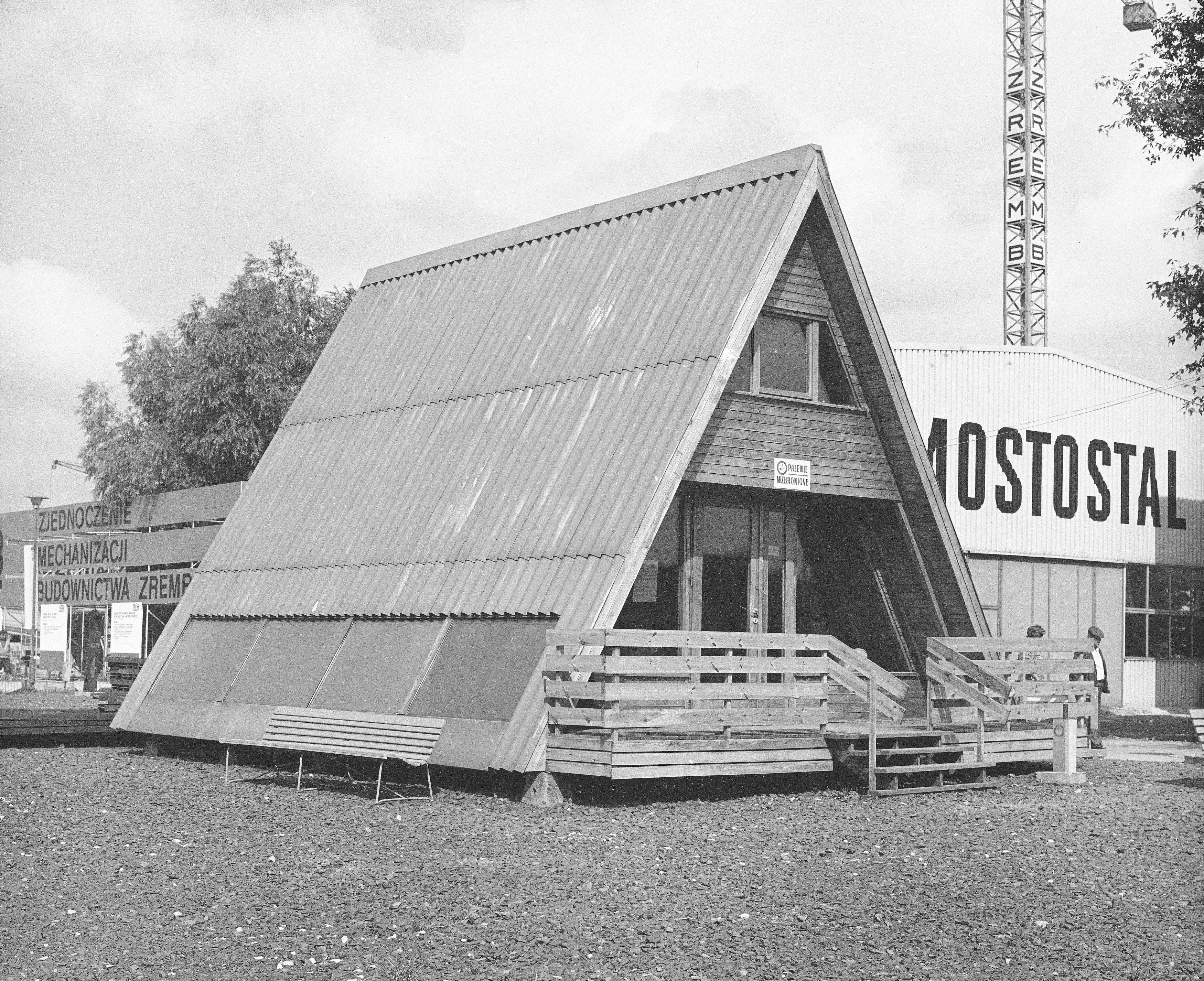
Domek typu Brda na wystawie Budexpo w 1980 roku

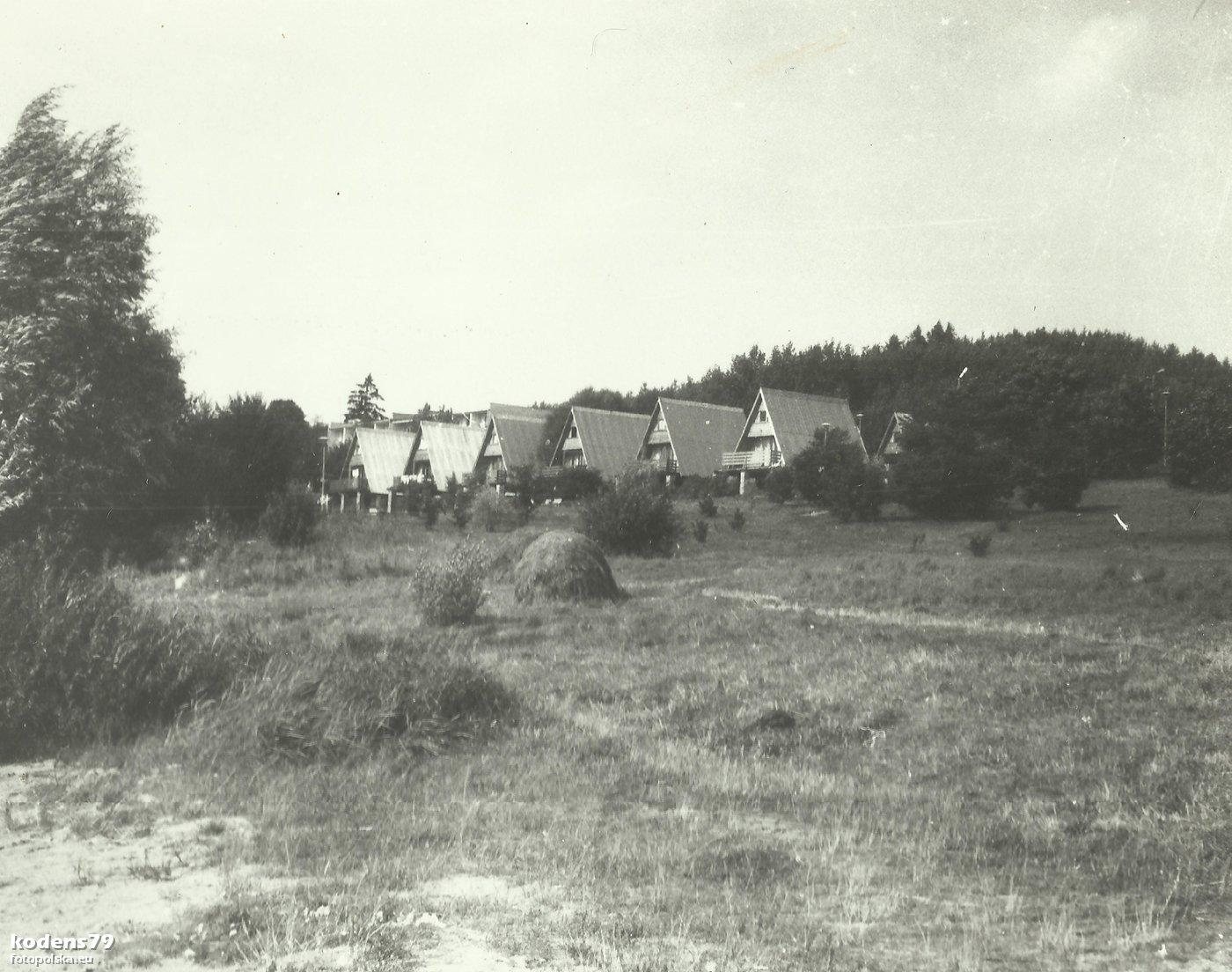
Ośrodek wypoczynkowy KWK Mysłowice w Bachotku na pojezierzu brodnickim

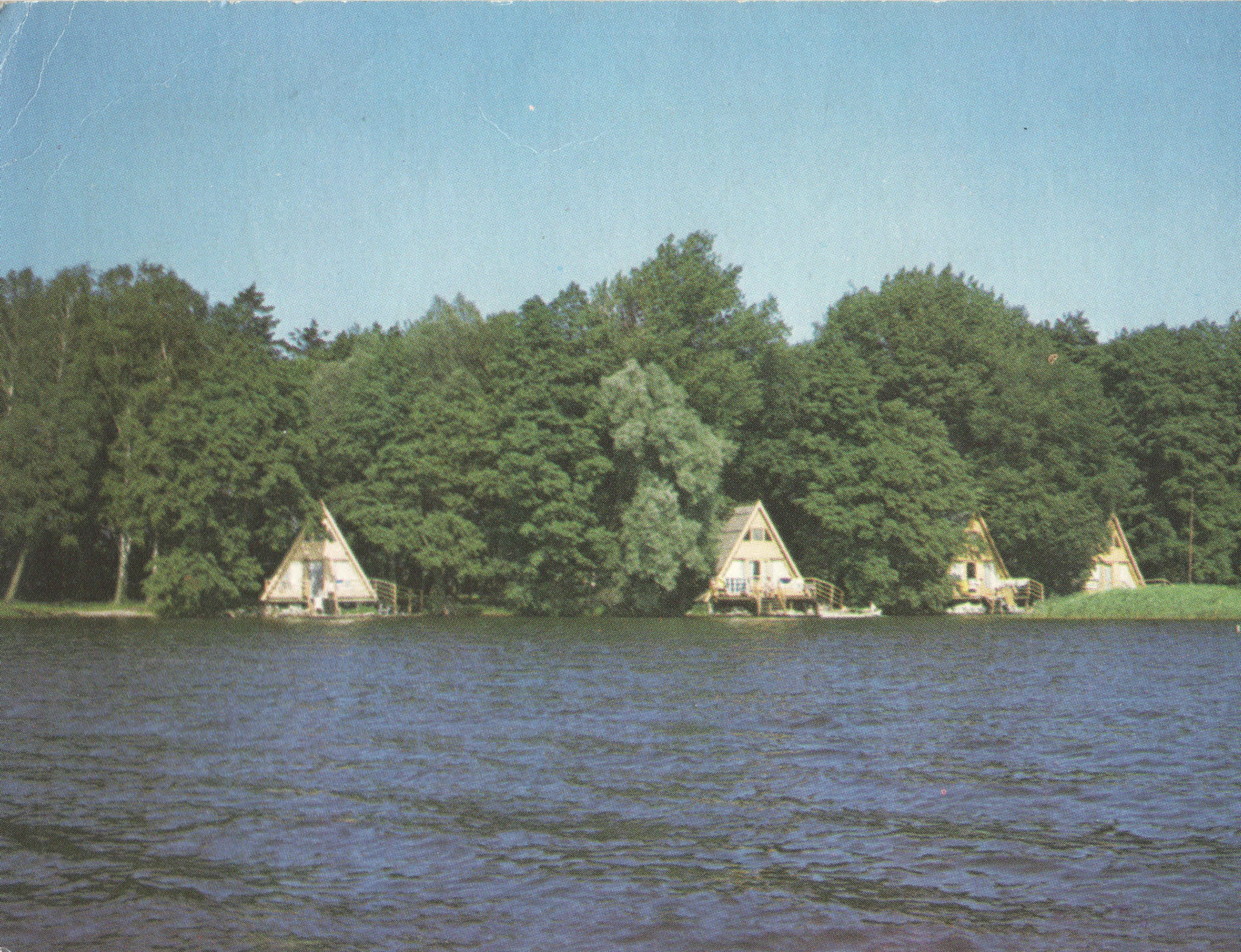
Czaplinek ośrodek wczasowy PZT

Domek Brda – typ drewnianego domu letniskowego, o przekroju poprzecznym w kształcie litery A, z dwuspadowym dachem o kącie nachylenia 60°, spopularyzowany w Polsce w okresie PRL.

## Geneza nazewnictwa
Produkcja budynków odbywała się w Zakładach Stolarki Budowlanej w Bydgoszczy, w związku z czym autorzy nazwy zaczerpnęli ją od przepływającej przez miasto rzeki – Brdy.

## Historia
Pierwotnie budynki w kształcie litery A pojawiały się zarówno w Europie, Chinach, jak i wyspach wschodniego Pacyfiku, funkcjonowały jako szałasy i budynki gospodarcze do przechowywania m.in. płodów rolnych. W 1934 r. powstał pierwszy nowoczesny A-kształtny dom dla Giseli Bennati w Lake Arrowhead w Kalifornii. Na początku lat 50. XX w. tego typu budynki były realizowane przez architektów, takich jak: Walter Reemelin, John Campbell, George Rockrise, Henrik Bull i Andrew Geller. Sławę zyskały w 1955 r., gdy Andrew Geller wybudował tego typu dom na plaży Sagaponack na Long Island w stanie Nowy Jork. Budynek ten znany jako Elizabeth Reese House zyskał sławę po pojawieniu się na okładce The New York Times 5 maja 1957. Także w 1957 r. tego typu budynki zostały spopularyzowane na terenie Polski, czemu sprzyjał fakt, iż były one prefabrykowane oraz tanie w budowie. Stawiano je głównie w państwowych ośrodkach wypoczynkowych, bazach turystycznych PTTK oraz zakładowych ośrodkach wczasowych. W latach 70. XX w. w okresie rządów Edwarda Gierka umożliwiono zakup domu typu Brda przez prywatnych klientów, co przełożyło się również na pojawianie się ich na prywatnych posesjach.
We współczesnych domkach brda istnieje możliwość zaplanowania budynku tak, aby skutecznie pełnił swoje funkcje przez cały rok, umożliwiając korzystanie z niego nawet podczas zimowych okresów. W przypadku całorocznego domku Brda, często standardowo wyposaża się go w system ogrzewania, pompę ciepła oraz panele fotowoltaiczne na dachu.

## Architektura
Budynki te mogą być budowane z prefabrykatów. Konstruowane są najczęściej z drewna i posadowione na betonowych ławach. Budynki te mają dwuspadowe dachy o kącie nachylenia 60°. Spadzisty dach sprawia, że nie zalegają na nim liście ani śnieg. Dach jednocześnie pełni funkcję ścian, sięgając ziemi. Tego typu budynki zazwyczaj osiągają maksymalnie 3 kondygnacje, a ponadto przypominają literę A lub trójkąt. Zazwyczaj mają 40-50 m²  powierzchni, a największe z nich nawet 100 m², na parterze mieszcząc salon, łazienkę i kuchnię oraz sypialnie na wyższych kondygnacjach.